# Liste der Kulturdenkmale in Frisingen
In der Liste der Kulturdenkmale in Frisingen sind alle Kulturdenkmale der luxemburgischen Gemeinde Frisingen aufgeführt (Stand: 15. Juli 2025).

## Kulturdenkmale nach Ortsteil

### Aspelt
| Bild                                   | Bezeichnung                            | Lage                                   | Beschreibung | Stufe | Eingetragen seit   |
| -------------------------------------- | -------------------------------------- | -------------------------------------- | ------------ | ----- | ------------------ |
| Weitere Bilder                         | Schloss Aspelt mit Ausstattung         | Péiter vun Uespelt-Strooss (Karte)     |              | PCN   | 2. Dezember 2011   |
| Garten von Schloss Aspelt              | Garten von Schloss Aspelt              | Péiter vun Uespelt-Strooss (Karte)     |              | PCN   | 6. September 2018  |
| Gebäude                                | Gebäude                                | 18, Munnereferstrooss (Karte)          |              | PCN   | 15. Juli 2020      |
| Weitere Bilder                         | Kirche Saint-André                     | Péiter vun Uespelt-Strooss (Karte)     |              | PCN   | 2. September 2022  |
| Gebäude                                | Gebäude                                | 15, Péiter vun Uespelt-Strooss (Karte) |              | PCN   | 19. September 2024 |
|                                        | Bauernhof                              | 10 und 10A, Schumanswee (Karte)        |              | PCN   | 13. Juni 2025      |
| Bauwerke zum Schutz von Schloss Aspelt | Bauwerke zum Schutz von Schloss Aspelt | Péiter vun Uespelt-Strooss (Karte)     |              | IS    | 22. August 2018    |

### Frisingen
| Bild           | Bezeichnung            | Lage                      | Beschreibung | Stufe | Eingetragen seit |
| -------------- | ---------------------- | ------------------------- | ------------ | ----- | ---------------- |
| Weitere Bilder | Kirche mit Ausstattung | Munnerëferstrooss (Karte) |              | PCN   | 31. Oktober 2003 |

### Hellingen
| Bild                    | Bezeichnung             | Lage                              | Beschreibung | Stufe | Eingetragen seit  |
| ----------------------- | ----------------------- | --------------------------------- | ------------ | ----- | ----------------- |
| Bauernhof „a Lënstesch“ | Bauernhof „a Lënstesch“ | 11, route de Bettembourg (Karte)  |              | PCN   | 30. April 2010    |
| ehemaliger Bauernhof    | ehemaliger Bauernhof    | 18–18a, Munnerëferstrooss (Karte) |              | IS    | 12. Juli 2016     |
| Wasserturm              | Wasserturm              | route de Bettembourg (Karte)      |              | IS    | 2. September 2020 |

Legende: PCN – Immeubles et objets bénéficiant des effets de classement comme patrimoine culturel national; IS – Immeubles et objets inscrits à l’inventaire supplémentaire

## Quelle
- Liste des immeubles et objets beneficiant d’une protection nationales, Nationales Institut für das gebaute Erbe, Fassung vom 12. September 2022, S. 42 f. (PDF)

- Karte mit allen Koordinaten:
- OSM |
- WikiMap

Bad Mondorf |
Bartringen |
Bauschleiden |
Bech |
Beckerich |
Befort |
Berdorf |
Bettemburg |
Bettendorf |
Betzdorf |
Bissen |
Biwer |
Burscheid |
Bous-Waldbredimus |
Clerf |
Colmar-Berg |
Consdorf |
Contern |
Dalheim |
Diekirch |
Differdingen |
Dippach |
Düdelingen |
Echternach |
Ell |
Ernztalgemeinde |
Erpeldingen an der Sauer |
Esch an der Alzette |
Esch an der Sauer |
Ettelbrück |
Fels |
Feulen |
Fischbach |
Flaxweiler |
Frisingen |
Garnich |
Goesdorf |
Grevenmacher |
Grosbous-Wahl |
Habscht |
Heffingen |
Helperknapp |
Hesperingen |
Junglinster |
Käerjeng |
Kayl |
Kehlen |
Kiischpelt |
Koerich |
Kopstal |
Lenningen |
Leudelingen |
Lintgen |
Lorentzweiler |
Luxemburg |
Mamer |
Manternach |
Mersch |
Mertert |
Mertzig |
Monnerich |
Niederanven |
Nommern |
Parc Hosingen |
Petingen |
Préizerdaul |
Pütscheid |
Rambruch |
Reckingen/Mess |
Redingen/Attert |
Reisdorf |
Remich |
Roeser |
Rosport-Mompach |
Rümelingen |
Saeul |
Sandweiler |
Sassenheim |
Schengen |
Schieren |
Schifflingen |
Schüttringen |
Stadtbredimus |
Stauseegemeinde |
Steinfort |
Steinsel |
Strassen |
Tandel |
Ulflingen |
Useldingen |
Vianden |
Vichten |
Waldbillig |
Walferdingen |
Weiler zum Turm |
Weiswampach |
Wiltz |
Winseler |
Wintger |
Wormeldingen